# 绒蛤属
绒蛤属是帘蛤目小凱利蛤科的一個屬。本屬舊屬猿头蛤科。

## 物種
- 阿里亚绒蛤（学名：Borniopsis ariakensis）
- 结绒蛤（学名：Borniopsis nodosa）
- 沟纹绒蛤（学名：Borniopsis ochetostomae）
- 亚曲虾蛄蛤（学名：Borniopsis subsinuata）
- 绒蛤（学名：Borniopsis tsurumaru）